# Sönnasjöbergen
Sönnasjöbergen är ett naturreservat i Sundsvalls kommun i Västernorrlands län.
Området är naturskyddat sedan 2007 och är 204 hektar stort. Reservatet ligger på östsluttningen av berget med detta namn ner mot Viggesjön och med Kämpatjärnsbäcken rinnande i södra delen. Reservatet består av lövrik barrskog uppkommen efter brand och grandominerad skog.